# Shukrayaan-1
Shukrayaan-1 (Sanskrit und Hindi शुक्रयान-१; śukra-yāna ek, „Venusfahrzeug 1“), offiziell VENUS ORBITER MISSION (VOM), ist eine von der Indian Space Research Organisation (ISRO) geplante Mission, bei der ein Orbiter die Oberfläche und die Bodenschichten direkt darunter sowie die Atmosphäre, die Ionosphäre und das Weltraumwetter rund um die Venus untersuchen wird.
Die Mission wurde am 18. September 2024 von der indischen Regierung genehmigt. ISRO kündigte am 1. Oktober 2024 den Start für den 29. März 2028 an – nach 112 Tagen soll der Orbiter am 19. Juli 2028 den Venusorbit einnehmen.
Der Orbiter hätte – abhängig von seiner endgültigen Konfiguration – eine wissenschaftliche Nutzlast von ungefähr 100 Kilogramm bei einer verfügbaren Leistung von 500 W. Die anfängliche elliptische Umlaufbahn um die Venus würde voraussichtlich 500 km in ihrem Perigäum und 60.000 km in ihrem Apogäum haben.

## Übersicht
Basierend auf dem Erfolg von Chandrayaan und Mangalyaan untersuchte ISRO die Machbarkeit zukünftiger interplanetarer Missionen zum Mars und zur Venus, den nächsten planetarischen Nachbarn der Erde. Das Missionskonzept für einen möglichen Flug zur Venus wurde erstmals im Februar 2012 auf dem 17. Nationalen weltraumwissenschaftlichen Symposium in Tirupati vorgestellt, damals mit dem vorgeschlagenen Startdatum 20. Mai 2015. Dies konkretisierte sich jedoch nicht.
Stattdessen arbeitete die ISRO zunächst von 2016 bis 2017 mit der japanischen Raumfahrtagentur JAXA zusammen, um die Venusatmosphäre mithilfe von Signalen der japanischen Raumsonde Akatsuki zu untersuchen. Hierbei wurde für ein Radio-Okkultations-Experiment die 32-m-Antenne des Indian Deep Space Network (IDSN) in Karnataka zur Verfügung gestellt.
Anfang 2017 erhöhte das indische Finanzministerium das Budget des Department of Space (die für Weltraumangelegenheiten zuständige, direkt dem Premierminister Indiens unterstehende Behörde) um 23 %; in dem entsprechenden Dokument wurde zum ersten Mal eine Mission zur Venus offiziell erwähnt. Unmittelbar darauf stellte das Department of Space einen Antrag auf Förderung des Projekts.
Drei Forschungsbereiche sind für diese Mission von Interesse:
- Oberflächen- und Untergrundstrukturen, die kartografiert würden, tektonische und vulkanische Aktivitäten
- Chemische Prozesse in der Atmosphäre: Die Dynamik ihrer Abläufe, Veränderungen in der chemischen Zusammensetzung der Atmosphäre an verschiedenen Orten und zu verschiedenen Zeiten.
- Untersuchung der Wechselwirkungen von Atmosphäre und Ionosphäre mit Sonnenstrahlung und Sonnenwind.[1][9]

## Status
Am 19. April 2017, noch bevor irgendwelche Mittel zugesagt waren, veröffentlichte die ISRO eine „Announcement of Opportunity“ (AO), in der Vorschläge für wissenschaftliche Nutzlasten von indischen Hochschulen auf der Grundlage umfassender Missionsspezifikationen eingeholt wurden. Am 6. November 2018 erfolgte durch die ISRO ein weiteres AO, in der die internationale wissenschaftliche Gemeinschaft eingeladen wurde, Nutzlastvorschläge zu machen. Die verfügbare Nutzlastkapazität wurde jedoch von 175 kg, die in der ersten AO erwähnt wurden, auf 100 kg revidiert.
Bereits im März 2018 führten die Raumfahrtagenturen von Indien (ISRO) und Frankreich (CNES) Gespräche, um bei planetaren Missionen zusammenzuarbeiten und unter anderem

Modelle für die Venus-Atmosphäre zu entwickeln.
Außerdem wurde hierbei ein französischer Vorschlag aus dem Jahr 2015 aufgegriffen. Damals hatte der Astrophysiker Jacques Blamont (1926–2020), der in den 1980er-Jahren an den Vega-Sonden mitgearbeitet hatte, dem ehemaligen Direktor der ISRO Udupi Ramachandra Rao (1932–2017) empfohlen, bei der indischen Venus-Mission ähnliche Ballons wie damals zu verwenden. Diese mit wissenschaftlichen Instrumenten versehenen Ballons könnten von einem Orbiter aus eingesetzt werden und längere Beobachtungen durchführen, während sie in der Atmosphäre des Planeten schwebten.
Im November 2018 erklärte K. Sivan, der damalige Direktor der ISRO, dass Indien, anders als ursprünglich geplant, einen derartigen Ballon nun selbst herstellen wolle. Er sollte Instrumente im Gesamtgewicht von 10 kg tragen und in der Venusatmosphäre bis in eine Höhe 55 km über der Oberfläche hinuntersinken.
Im Juli 2019 erklärte wiederum Somak Raychaudhury, der Direktor des Interuniversitären Zentrums für Astronomie und Astrophysik (IUCAA) in Pune, dass beabsichtigt sei, eine drohnenähnliche Untersonde als Teil der Mission einzusetzen, die in die Atmosphäre eindringen und für eine gewisse Zeit Messergebnisse zurückfunken soll, bevor sie verbrennt.
Anfang Juli 2020, als man bei der COVID-19-Pandemie in Indien bereits 20.000 Neuinfektionen pro Tag verzeichnete und die ISRO längst ihren Betrieb eingestellt hatte, ging man immer noch davon aus, dass die Sonde im zweiten Halbjahr 2023 vom Satish Dhawan Space Centre auf der Insel Sriharikota starten würde.
Für Flüge zur Venus gibt es alle 19 Monate ein Startfenster.
Im September 2020 wurde im Satish Dhawan Space Centre die Arbeit wieder aufgenommen.
Im November 2020 hoffte man, die Sonde im Dezember 2024 starten zu können, alternativ dann Mitte 2026.
Als Trägerrakete ist Stand 2020 ein Geosynchronous Satellite Launch Vehicle Mk II vorgeschlagen. ISRO denkt aber auch darüber nach, eventuell das GSLV Mk III zu verwenden, das eine höhere Nutzlast ermöglicht.

## Wissenschaftliche Nutzlasten
Nach der Einladung an die indischen Hochschulen und die internationale wissenschaftliche Gemeinschaft 2017 bzw. 2018 wurde eine ganze Reihe von Vorschlägen für Nutzlasten eingereicht. Im Dezember 2018, noch bevor die Frist am 3. Januar 2019 abgelaufen war, hatte die ISRO bereits damit begonnen, mögliche Nutzlastkonfigurationen auszuarbeiten.
Stand Juli 2020 wurde unter anderem ein Gerät des Schwedischen Instituts für Weltraumphysik (IRF) in Kiruna ausgewählt, der sogenannte Venusian Neutrals Analyzer (VNA). Dieses Gerät würde untersuchen, wie die geladenen Partikel der Sonne mit der Atmosphäre und der Exosphäre des Planeten interagieren, indem es energetisch neutrale Atome (ENA) im Raum über der Atmosphäre analysiert.
Frankreich und Russland möchten ein vom Laboratoire Atmosphères, Milieux, Observations Spatiales (LATMOS) und dem Institut für Weltraumforschung der Russischen Akademie der Wissenschaften gemeinsam entwickeltes Gerät für die Analyse von atmosphärischen Gasen zur Verfügung stellen, den Venus Infrared Atmospheric Gases Linker bzw. VIRAL.
Außerdem soll die in dieser Konfiguration 2,5 t schwere Sonde ein Synthetic Aperture Radar mitführen, eine verbesserte Version des SAR an Bord des Mondorbiters Chandrayaan-2. Nach Angaben der indischen Raumfahrtbehörde soll dieses Radar eine viermal so hohe Auflösung haben wie das entsprechende Instrument der amerikanischen Venussonde Magellan, also 25 m pro Pixel. Ein weiteres Instrument wäre ein Bodenradar, mit dem Strukturen unterhalb der Planetenoberfläche erforscht würden. Ein indisches Spektrometer für den Infrarot-, Ultraviolett- und Submillimeter-Bereich  soll ebenfalls die Atmosphäre untersuchen. Speziell für den Nachweis von Monophosphan, das manche Wissenschaftler als Indikator für mögliches Leben in der Venus-Atmosphäre betrachten, soll ein Spektrometer dienen, das im Nahinfrarot-Bereich arbeitet.
Die zu Beginn der Mission stark elliptische Umlaufbahn von 500 × 60.000 km soll im Laufe eines Jahres mittels Atmosphärenbremsung auf eine Polarbahn von 200 × 600 km abgesenkt werden. Von dieser dort aus sollen dann die wissenschaftlichen Beobachtungen stattfinden. Die ISRO geht davon aus, dass Shukrayaan-1 nach einem mehrmonatigen Flug von der Erde mindestens vier Jahre im Venus-Orbit verbringen wird.